# Kaspijski tigar
Kaspijski tigar (Panthera tigris virgata) podvrsta tigra za koju se vjeruje da je izumrla ako ne prije onda za Sovjetske invazije na Afganistan, iako optimisti vjeruju u mogućnost da još uvijek živi u istočnoj Turskoj. 
Početkom 20. stoljeća, ova je podvrsta živjela u Afganistanu, Iranu, Turskoj, Mongoliji i središnjem dijelu azijske Rusije. Još se naziva perzijski tigar.

Zapadnjaci su upravo ove tigrove prve upoznali još u antici, npr. Rimljani su ih uvozili iz Hirkanije za gladijatorske borbe. U srednjem vijeku također se tigra naziva hirkanskom zvijeri (stari hrvatski prijevod Shakespeareovih djela: zvijere hirkansko).

## Vanjske poveznice
- (engl.) Teritorij tigra- kaspijski tigar  Arhivirana inačica izvorne stranice od 12. listopada 2018. (Wayback Machine)
- (engl.) The Extinction Website - Species Info - Caspian Tiger  Arhivirana inačica izvorne stranice od 12. travnja 2016. (Wayback Machine)
- (engl.) 5 TIGERS : All About Tigers - The Caspian tiger: a Lesson from History  Arhivirana inačica izvorne stranice od 27. prosinca 2005. (Wayback Machine)